# Draga (Fiume)
Draga Fiume városrésze Horvátországban, Tengermellék-Hegyvidék megyében.

## Fekvése
Fiume városának keleti részén egy északnyugat-délkeleti irányban öt kilométer hosszan elnyúló völgyben fekszik, Sveta Anától és a vasúti töltéstől Sveta Kuzmáig terjed. Délnyugaton a tenger felől körülöleli a 242 méter magas Solin-hegyet és a 231 méteres Sveti Križt vagy más néven Vežicát. Az északkeleti oldalon a Rebar hegylánc határolja. Draga tulajdonképpen hét kisebb településből áll, ezek a városközponthoz legközelebbtől indulva Pod ohrušvom, Gušć, Tomasići, Orlići, Brig, Pelinova gora és Tijani. A Draga-völgyet a tenger felé a Solina és a Vežice közötti szűk hegyszoros köti össze. Ezen át vezet az A7-es autópályáról a város keleti részébe menő 404-es főút. A hegyszorost a Dragai-patak (Draški potok) vájta a mészkősziklák közé, mely a Recsina mellett az egyetlen vízfolyás a város területén. A völgy különösen az alsó részén fákkal volt benőve és a 19. század végéig a Solin-hegyet is sűrű erdő borította. A völgyön vezetett át a római korban a Tarsaticából a Vinodol és Zengg felé menő fontos kereskedelmi út. A római út nyomvonalát követték az 1725 és 1736 között épített Karolina út tervezői és itt halad el az 1873-ban épített Zágráb-Fiume vasútvonal is. A modern korban épített A7-es autópálya, valamint 8-as és 404-es út forgalma tönkretette a táj eredeti kinézetét.

## Története
Draga az itt fakadó vízforrások a Javor, a Vrulja, a Vrutak, a Jamica és a Grmlje, a buja növényzet és a Dragai-patak festői vízesése miatt mindig vonzó hely volt a letelepedni szándékozó emberek számára. Már az illír-kelta időszakban, de különösen a liburnok idejéből megtalálhatók itt az emberi település nyomai. A Draga feletti Solin-hegyen a liburnok ókori erődített településének nyomai találhatók. A völgyön vezetett át a római korban a Tarsaticából a Vinodol és Zengg felé menő fontos kereskedelmi út. A horvátok a 7. században telepedtek itt meg. Draga első írásos említése 1431-ből származik. Abban az oklevélben található, melyben Frangepán Márton a Vinodol legnagyobb részének ura a trsati ferenceseknek egy kaszálót adományoz. Abban az időben ez a vidék Vinodol megye részeként a bakari uradalomhoz tartozott. Mivel a bakari és a trsati uradalom között feküdt gyakran volt színtere a két uradalom közötti békétlenségnek. Hat évszázadig képezte a bakari uradalom, majd a bakari municipium részét. 1874-ben a municipium részeit Kraljevica, Bakarac, Hreljin, Praputnjak, Krasica, Škrljevo, Draga, Kostrena és Trsat (Sušakkal együtt) községek területébe olvasztották. Draga átmenetileg megőrizte községi rangját, de már 1876-ban Trsat község része lett. A község központja később Sušak lett, majd vele együtt Fiume város területéhez csatolták. A hosszú Bakarhoz való tartozás miatt Dragát "Bakarska Dragának" nevezték, melyet később felváltott a "Vlaška Draga" elnevezés miután a török elől Klissza vidékéről nagy számú vlachnak nevezett népesség menekült ide. Dragán 1822-ben nyílt meg az első magániskola. Az első népiskolában 1855-ben kezdődött az oktatás. 1875-ben felépült az új iskola épülete, ami megegyezik a mai területi iskolával. Az 1976-os tanévtől az iskola a "Vladimir Gortan" alapiskola kihelyezett alsó tagozatos területi iskolájaként működik. A mai Dragát a köznyelvben leginkább "Sušačka Dragának" nevezik. Fiume városának részeként problémáit főként a széttagoltság, a meredek lejtők, a településközpont házainak zsúfoltsága és a szűk utcák forgalmi gondjai jelentik.

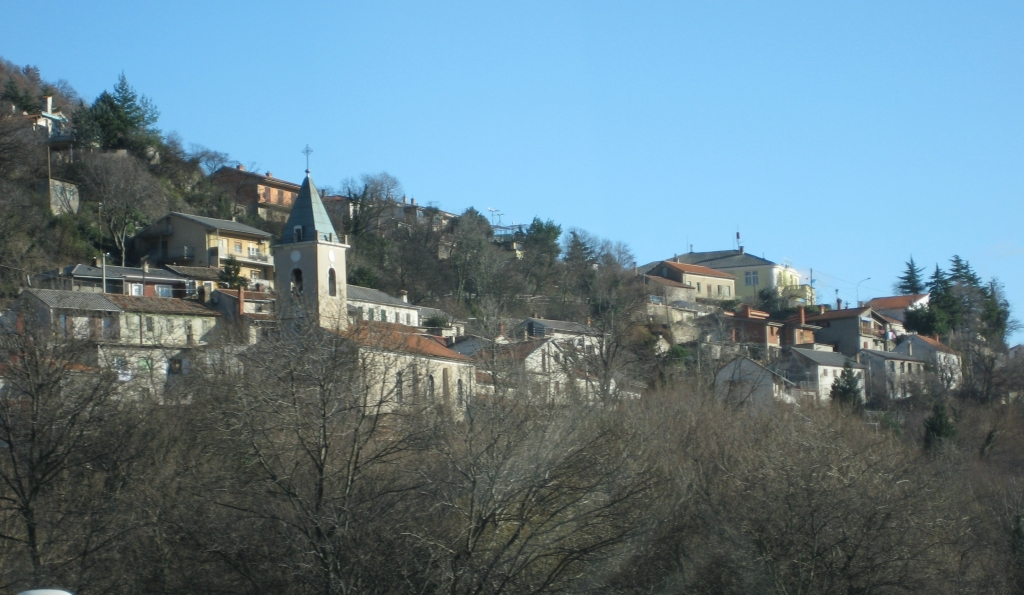
Draga látképe a Szent Antal templommal

## Nevezetességei
- Páduai Szent Antal tiszteletére szentelt temploma 1676-ban épült.
- A Szent Jakab templomot 1464-ben építették.
- A második világháború áldozatainak emlékművét 1954-ben avatták fel a fasizmus elleni harcban elesett 69 dragai lakos emlékére.